# ウエストリンカーン

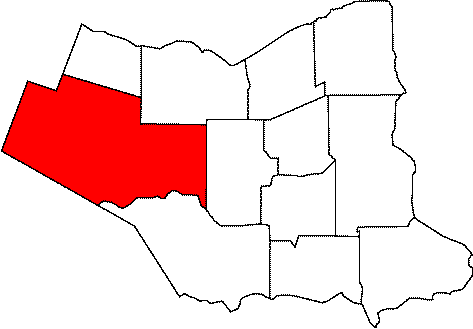
ナイアガラ地域の位置

ウエストリンカーン（英語：West Lincoln）は、オンタリオ州のナイアガラ地域に位置する人口1万2,268人の町。都心部は州によって造られたHYW20号線（Provincial Highway 20）の辺りに位置し、町の中心はハミルトンとペルハムの中間にある村、スミスビル（Smithville）である。